# Getik, Gegharkunik
Getik là một đô thị thuộc tỉnh Gegharkunik, Armenia. Dân số ước tính năm 2011 là 536 người.